# Boulevard de Strasbourg (Toulon)
Pour les articles homonymes, voir Boulevard de Strasbourg.
Le boulevard de Strasbourg est l'une des artères principales de la commune française de Toulon et est connue pour ses nombreux magasins et certains bâtiments de l'époque haussmanienne ainsi que pour l'importance de la circulation automobile qu'il accueille quotidiennement.

## Situation et accès
Le boulevard relie la porte Notre-Dame à l'est (Noël Blache aujourd'hui) à la porte Nationale à l'Ouest.

## Origine du nom
Elle porte le nom de la ville de Strasbourg, en hommage à la résistance de la capitale alsacienne face aux Prussiens durant la guerre franco-allemande de 1870.

## Historique
L'extension de l'enceinte fortifiée de Toulon prit son départ le 27 septembre 1852 à la suite de la venue du prince Louis Napoléon, président de la République et futur empereur. Parcourant les pentes du Mont Faron à cheval avec Reynaud Auguste le maire de l'époque, ce dernier déplore l'absence d'équipements publics. À cette époque, la ville commençait à étouffer à l'intérieur de ses anciens remparts, obligeant les maisons à s'élever à des hauteurs démesurées. Dès les années qui suivirent, les vieux remparts érigés par Vauban furent démolis et seule la partie Est ainsi que la porte d'Italie bâtie en 1589 restèrent debout. C'est l'entreprise Dauphin qui a été chargée de la démolition des anciens remparts. C'est elle aussi qui a été désignée pour ériger l'opéra de Toulon, dont les plans ont été dessinés par Charles Garnier. Enfin, c'est elle aussi qui remporta, en 1864, le marché pour bâtir le lycée Peiresc, qui ouvrit ses portes lors de la rentrée de 1867.
Sur l'emplacement des bastions nord, une nouvelle artère de 25 mètres de large fut percée. Elle porta le nom de « boulevard Louis-Napoléon » avant d'être renommée « boulevard de Strasbourg » en 1870. Cette artère majestueuse délimite la basse ville médiévale de la nouvelle ville haute fréquentée par la bourgeoisie de l'époque. Les beaux immeubles haussmanniens hauts de plusieurs étages, s'élèveront sur ce boulevard. Le boulevard de Strasbourg relie aujourd'hui la porte Notre-Dame situé à l'est (Noël Blache aujourd'hui) à la porte Nationale à l'Ouest. En 1852 sera construite la gare du PLM (Paris Lyon Marseille) en haut de l'avenue Vauban, l'avenue Colbert et l'avenue St-Roch datent de la même époque.
La plupart des édifices publics seront construits le long de l'actuel boulevard de Strasbourg et des boulevards qui le prolongent (boulevard du maréchal Leclerc, boulevard du Maréchal Foch...) :

### Au sud
- 1861 : la manutention militaire aujourd'hui la cité administrative
- 1860-1862 : le théâtre municipal
- 1865 : le lycée de la ville devenu lycée Peiresc et aujourd'hui collège Peiresc
- 1883 : la caserne Gouvion St Cyr (devenue le lycée Bonaparte)
- 1889 : la sous-préfecture, aujourd'hui l'Hôtel des Arts

Au cours des décennies suivantes, s'ajouteront la Chambre de commerce et d'industrie du Var, le Palais de justice...

### Au nord
- 1885 : le casino-théâtre (n'existe plus aujourd'hui)
- 1875 : le cercle militaire et son jardin entre la place de la Liberté et l'avenue Vauban (aujourd'hui démoli, il subsista un grand trou à cet emplacement pendant longtemps faute de projet valable). On y trouve aujourd'hui le Palais Liberté.
- 1882 : l'ancien collège Rouvière
- 1883-1887 : le musée-bibliothèque de la ville

## Bâtiments remarquables et lieux de mémoire
- L'ancien casino de Toulon (n'existe plus aujourd'hui)
- La Chambre de commerce et d'industrie du Var
- L'ancien immeuble du magasin « aux Dames de France » a été détruit par un bombardement en 1944, il brûla entièrement et fut reconstruit tout au début des années 1950.
- L'hôtel des Arts
- Le lycée Bonaparte
- L'Opéra de Toulon
- Place de la liberté
- Siège social de soleil production (15 Boulevard de Strasbourg)

En l'absence pendant plusieurs décennies d'un axe autoroutier de contournement de la ville, le boulevard de Strasbourg, jusqu'au percement dans les années 2000, d'un tunnel routier sous la ville, servira de "voie de transit" entre l'autoroute Est (en direction de Nice) et l'autoroute Ouest (en direction de Marseille). Depuis l'ouverture du tunnel en 2014, le boulevard de Strasbourg n'a pas été réaménagé et compte toujours 2 voies de circulation dans chaque sens et 1 voie réservée aux bus dans chaque sens.